# サン・ミゲリート駅
サン・ミゲリート駅（サンミゲリートえき、西: Estación de San Miguelito）は、パナマ共和国パナマ県サン・ミゲリート地区にあるパナマ・メトロ1号線の駅である。
2014年4月5日にメトロ網が開業した当初の11駅の一つであった。
サン・ミゲリート地区に当駅があり、ピーク時にはメトロ網で4番目に良く利用されている駅であり、メトロ網の利用者数の13%を当駅が占めている。
2号線用のプラットホーム建設工事が2016年10月に開始され、2017年12月に工事が完了予定となっている。